# Oxalis laxa
Oxalis laxa är en harsyreväxtart som beskrevs av Hook. & Arn.. Oxalis laxa ingår i släktet oxalisar, och familjen harsyreväxter. Utöver nominatformen finns också underarten O. l. hispidissima.